# A. G. Petermann
A. G. Petermann ist das gemeinsame Pseudonym der deutschen Schriftsteller Hans-Albert Pederzani (1923–2021), Gerhard Neumann (1930–2002) und Heiner Rank (1931–2014).

## Werke
- Die Premiere fällt aus. Das Neue Berlin, Berlin 1957 (1959 unter gleichem Titel verfilmt).
- Mord auf dem Flugplatz. Kultur und Fortschritt, Berlin 1958.
- Spuk in der Villa Sonnenschein. Fast ein Kriminalroman. Das Neue Berlin, Berlin 1958 (1959 unter gleichem Titel verfilmt).
- Meineid auf Ehrenwort. Kultur und Fortschritt, Berlin 1959.
- Die Hunde bellen nicht mehr. Das Neue Berlin, Berlin 1959.

## Hörspiele
- 1959: Wasser bis zum Halse – Regie: Horst Preusker (Hörspiel – Rundfunk der DDR)